# 417 (numero)
Quattrocentodiciassette (417) è il numero naturale dopo il 416 e prima del 418.

## Proprietà matematiche
- È un numero dispari.
- È un numero composto con 4 divisori: 1, 3, 139, 417. Poiché la somma dei suoi divisori (escluso il numero stesso) è 143 < 417, è un numero difettivo.
- È un numero semiprimo.
- È un numero palindromo nel sistema numerico esadecimale.
- È parte delle terne pitagoriche (417, 556, 695), (417, 9656, 9665), (417, 28980, 28983), (417, 86944, 86945).
- È un numero intero privo di quadrati.

## Astronomia
- 417P/NEOWISE è una cometa periodica del sistema solare.
- 417 Suevia è un asteroide della fascia principale del sistema solare.
- NGC 417 è una galassia lenticolare della costellazione della Balena.

## Astronautica
- Cosmos 417 è un satellite artificiale russo.